# ウォータータウン (ニューヨーク州)

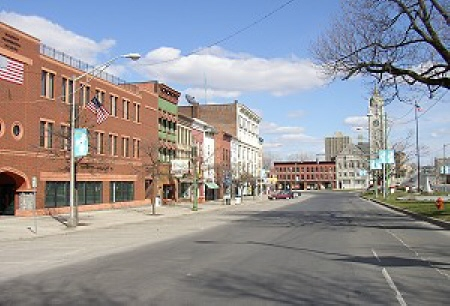
ウォータータウンの町並み

ウォータータウン（英語:Watertown）は、アメリカ合衆国ニューヨーク州にある都市。ジェファーソン郡の郡庁所在地である。カナダ＝アメリカ合衆国国境とサウザン・アイランドに近い。人口は2万4685人（2020年）。

## 概略
ジェファーソン郡にあるブラック・リバーに位置していた多くの滝が名前の語源。ニューハンプシャーからの開拓者がやってきた1800年が入植の始まり。開拓者達はブラック・リバーを軸に、産業の中心となる場所を作り出そうと考えていたため、まだ荒地であったこの場所を入植の土地に選んだ。
ニューヨーク市のセントラル・パークを設計したランドスケープアーキテクト、フレデリック・ロー・オルムステッドがデザインした公園があり、彼によるデザインの公園を有する街としては最小の都市である。
ウォータータウンにあったブラック・リバーの滝により、豊富な水力を供給することができ、19世紀前半は製造業の中心地として発展した。ウォータータウンがジェファーソン郡の中心となったのは1805年、村へ併合されたのは1816年で、1869年に市へと昇格した。
20世紀前半には産業に富み、アメリカ合衆国国内にあるどの街よりも富裕層が多い都市とさえ言われていた。しかし、その後の産業技術と職種の変化により、経済の低迷と人口低下に悩まされるようになる。
市の総面積は24.0 km²、市内西部にはウォータータウン国際空港があるほか、アメリカ国内でも有数の歴史を持つ商店街のパドック・アーケード、ジェファーソン・コミュニティ・カレッジ等が位置している。